# NGC 7320
NGC 7320 ist eine Spiralgalaxie vom Hubble-Typ SAd im Sternbild Pegasus, die etwa 45 Millionen Lichtjahre von der Milchstraße entfernt ist. Ursprünglich wurde NGC 7320 zu Stephans Quintett gerechnet, tatsächlich ist sie jedoch eine Galaxie im Vordergrund, die zur NGC-7331-Gruppe gehören könnte. Halton Arp gliederte seinen Katalog ungewöhnlicher Galaxien nach rein morphologischen Kriterien in Gruppen. Diese Galaxiengruppe gehört zu der Klasse Gruppen von Galaxien.
NGC 7320 wurde am 23. September 1876 vom französischen Astronomen Édouard Jean-Marie Stephan entdeckt.

## Siehe auch

NGC 7320 Aufnahme aus einer Amateursternwarte